# Devon Weigel
Devon Weigel auch Devon Weigler (* 18. November 1983 in Calgary, Alberta, Kanada) ist eine kanadische Schauspielerin und Sängerin.

## Leben
Weigel hat im Alter von 17 Jahren angefangen zu singen und ist gelernte Schauspielerin. Bürgerlich heißt sie Linda Keerdehauser. Sie hat ein Kind und lebt mit ihrem Mann Isaac Weigel zusammen.
Weigel hat einen älteren Bruder und engagiert sich für SPCA und den World Wildlife Fund. Ihre schulische Laufbahn beendete sie mit dem Abschluss des Mount Royal College in Calgary, Alberta.
2012 spielte sie Vicky im Fernsehfilm Ein Cosmo & Wanda Movie: Werd’ erwachsen Timmy Turner!.

## Filmografie
- 2004: Touching Evil (Fernsehserie, 2 Folgen)
- 2004: Sudbury (Fernsehfilm)
- 2005: Falcon Beach (Fernsehfilm)
- 2005: 14 Hours (Fernsehfilm)
- 2006: Rache ist sexy (John Tucker Must Die)
- 2006–2007: Falcon Beach (Fernsehserie, 26 Folgen)
- 2009: Psych (Fernsehserie, eine Folge)
- 2009: The Christmas Hope (Fernsehfilm)
- 2010: Smallville (Fernsehserie, eine Folge)
- 2010: Supernatural (Fernsehserie, eine Folge)
- 2011: Fairly Legal (Fernsehserie, 3 Folgen)
- 2011: Ein Cosmo & Wanda Movie: Werd’ erwachsen Timmy Turner! (Fernsehfilm)
- 2011: Ein Jahr vogelfrei! (The Big Year)
- 2012: The Vessel (Kurzfilm)
- 2012: Rags (Fernsehfilm)
- 2012: Cosmo & Wanda – Ziemlich verrückte Weihnachten (A Fairly Odd Christmas, Fernsehfilm)
- 2012–2013: Knockin’ on Doors (Fernsehserie, 3 Folgen)
- 2014: Cosmo & Wanda – Auwei Hawaii! (A Fairly Odd Summer, Fernsehfilm)
- 2015: Janette Oke: Die Coal Valley Saga (When Calls the Heart, Fernsehserie, 6 Folgen)
- 2015: The Next Steps (Fernsehserie, 3 Folgen)
- 2015: Mord à la Carte – Ein angenehmer Ort zum Sterben (The Gourmet Detective: A Healthy Place to Die, Fernsehfilm)
- 2016: 13 Stories TV Originals (Fernsehserie, eine Folge)
- 2017: Girlfriends’ Guide to Divorce (Fernsehserie, eine Folge)